# Pic alezan
Melanerpes hypopolius
Espèce
Statut de conservation UICN

 LC  : Préoccupation mineure
Le Pic alezan (Melanerpes hypopolius) est une espèce d'oiseaux de la famille des Picidae, endémique du Mexique.
C'est une espèce monotypique.